# Міністерство армії США
Міністе́рство а́рмії США, також Департамент армії США (англ. United States Department of the Army) — одне з трьох військових міністерств у системі міністерства оборони США. Очолює міністерство секретар армії США, цивільна особа, яка несе відповідальність за 10-м розділом Кодексу США організаційні та адміністративні питання (не несе відповідальність за застосування армії у військових операціях) в армії США.
Секретар армії США є цивільною особою, найвищим військовим начальником у міністерстві є начальник штабу Армії США, який входить до складу Об'єднаного комітету начальників штабів США. Іншими високопосадовцями міністерства є заступник міністра армії, в у військовій ієрархії — віце-начальник штабу Армії США.
Міністерство було засноване в 1789, як Військове міністерство, і 18 вересня 1947 перейменоване в Міністерство армії США.

## Загальна структура

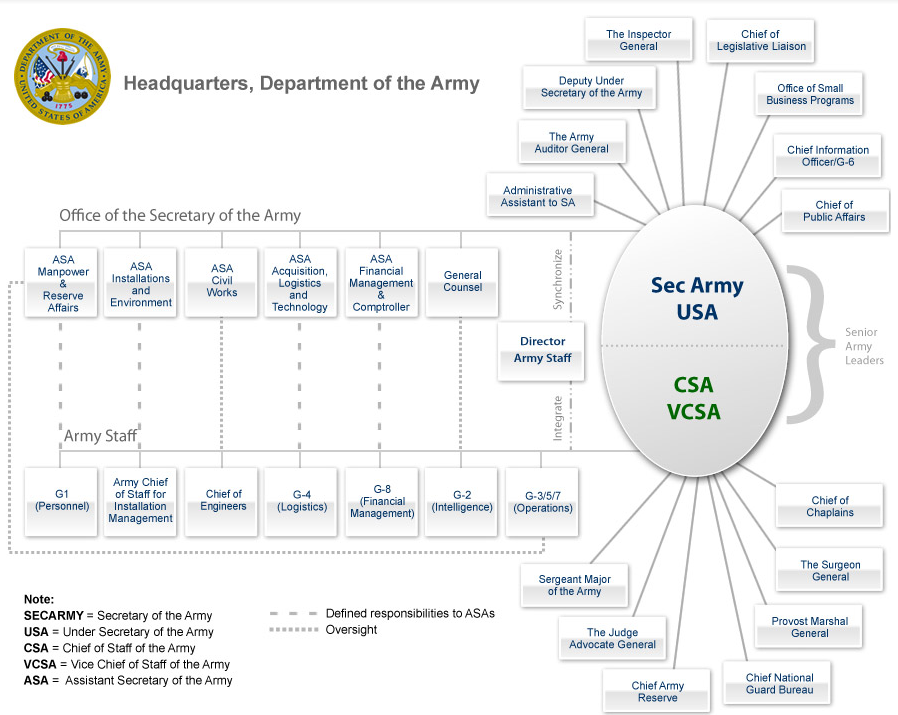
Організаційна структура Міністерства армії США в 2010 році

- Міністр армії США

##### Офіс міністра армії США
- Заступник міністра армії США
  - Генеральний інспектор армії
  - Генеральний аудитор армії
  - помічник заступника міністра армії
  - помічник заступника міністра армії з трансформації бізнесу
  - голова відділу зв'язків із законодавчими органами
  - голова відділу зв'язків із громадськістю
  - офіс утилізації малого та неперспективного бізнесу
  - Генеральний консул армії
  - адміністративний помічник міністра армії
  - помічник міністра армії з постачання, логістики та технологій
  - помічник міністра армії (цивільні працівники)
  - помічник міністра армії (фінансовий менеджмент та контроль)
  - помічник міністра армії (інсталяції та середовище)
  - помічник міністра армії (особовий склад та резерви)
  - старший офіцер з інформації
    - Командування армії США з мережевих технологій

  - Директор штабу армії
  - Військова академія США
  - Командування армії США з розвідки та безпеки
  - Дослідницько-випробувальне командування армії США
  - Командування кримінальних розслідувань армії США
  - Медичне командування армії США
  - Військовий округ армії США «Вашингтон»
  - Корпус інженерів армії США
  - Командування резерву армії США
  - Центр поставок армії США

##### Штаб армії США
- Начальник штабу Армії
  - Віце-начальник штабу Армії
    - Головний хірург армії
    - Начальник бюро Національної гвардії
    - Начальник Резерву армії США
    - Генеральний прокурор армії
    - Голова військової поліції армії США
    - голова служби капеланів
    - Сержант-майор армії США
    - Заступник начальника штабу (з логістики) (G-4)
    - Начальник корпусу інженерів
    - Заступник начальника штабу (з програм) (G-8)
    - помічник начальника штабу з менеджменту інсталяціями
      - Командування управління інсталяціями армії США

    - Заступник начальника штабу (персонал) (G-1)
    - Заступник начальника штабу (розвідка) (G-2)
    - Заступник начальника штабу (планування, операції та трансформації) (G-3/5/7)
    - Командування навчання та доктрин армії США
    - Командування армії США з матеріального забезпечення
    - Командування сил армії США
    - Африканська армія США
    - Центральна армія США
    - Європейська армія США
    - Північна армія США
    - Південна армія США
    - Тихоокеанська армія США
    - Командування спеціальних операцій армії США
    - Командування розгортання та транспортування на морі
    - Космічно-протиракетне командування армії США
    - 8-ма армія

  - Військова академія США
  - Воєнний коледж армії США